# ولی گرین (پنسیلوانیا)
ولی گرین (به انگلیسی: Valley Green) یک منطقهٔ مسکونی در ایالات متحده آمریکا است که در شهرستان یورک، پنسیلوانیا واقع شده‌است. ولی گرین ۳٫۵ کیلومتر مربع مساحت و ۳٬۴۲۹ نفر جمعیت دارد.